# Barockpferd

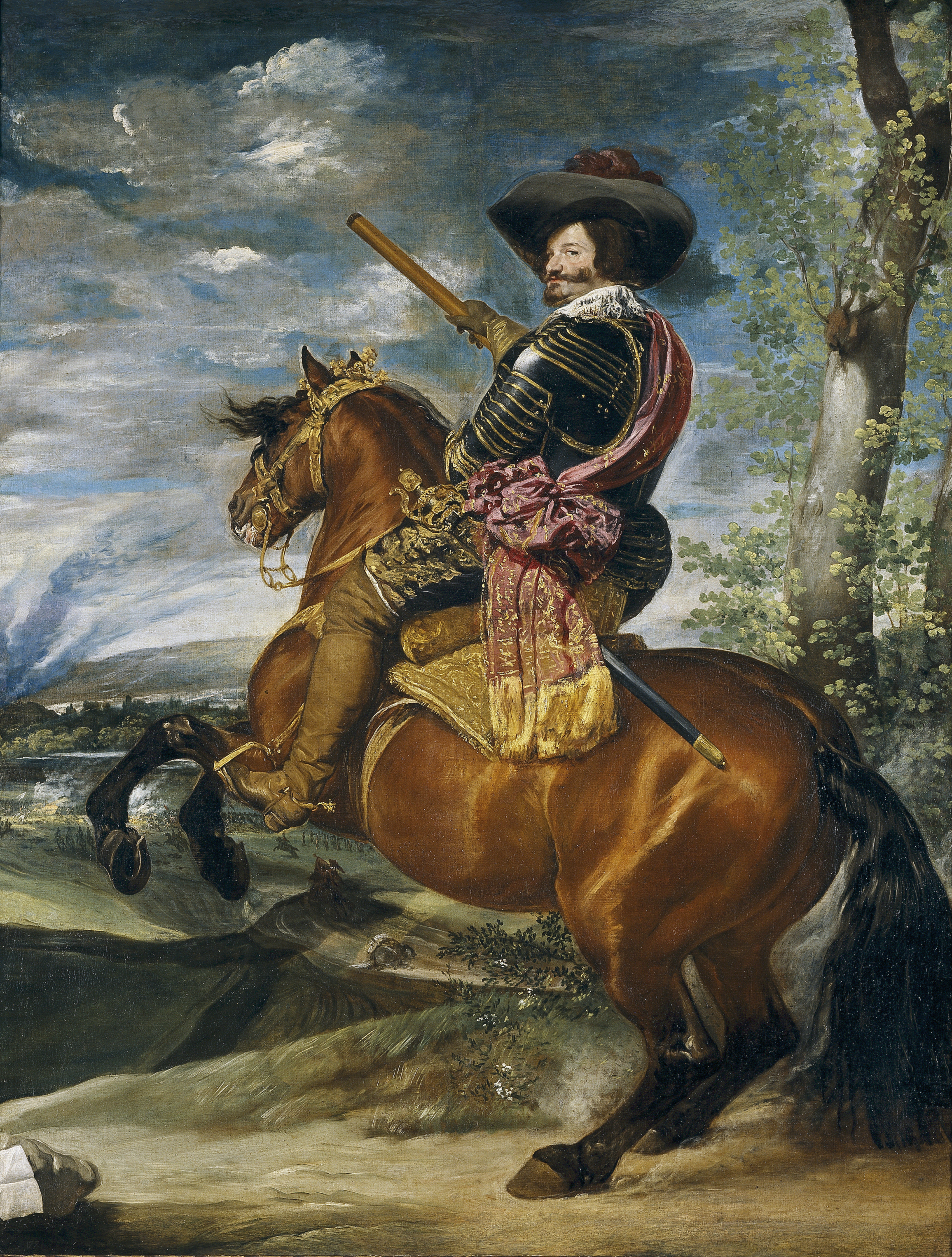
Barockpferd in der Kunst: ein Reiterporträt von Diego Velázquez

Um 1990 kam in Deutschland der Ausdruck Barockpferd in Gebrauch, der in der Regel einen schweren Typ Reitpferd bezeichnet.

## Ursprung
Als „Barockpferd“ gelten die in der Zeit des Barock an mitteleuropäischen Höfen, Hofreitschulen und Reitakademien eingesetzten Kriegs-, Parade-, Reitkunst- und Kutschpferde. Es werden auch moderne Rassen, die den zuvor genannten Rassen äußerlich ähnlich sind, oder deren Körperbau an das von Rubens idealisierte, üppig rundleibige Erscheinungsbild erinnert, Barockrassen genannt. Man spricht von Pferden im Barocktyp und Barockreiten.
Diese Rassen stammen vom afrikanischen Berber ab. Bei Berbern, Andalusiern und Lusitanos wurde 2002 mittels Genanalysen deren Verwandtschaft und ein eigenes Domestikationszentrum rund um Gibraltar und die Iberische Halbinsel festgestellt.

## Rassen

### Kriegs-, Parade- und Reitkunstpferderassen, die vor 1500 entstanden
Für die Kriegsführung vom Sattel aus (meist Nahkampf) selektierte kurzrückige Pferde meist unter 1,50 Stockmaß, von großer Wendigkeit, Rittigkeit, Schönheit und Ausdauer.
- „Mohrische“ oder „Afrikanische“,[4] auch Barbe, Barbar oder Barber genannt:[5] Zuchtgebiet Nordafrika, Ursprung autochthon. Domestiziert seit mehr als 4000 Jahren.[6] 1742 sind „Geschlecht-Register“ überliefert, die man „eben so, als bey uns die Genealogien grosser Herren, hält“.[5] Neuzeitliche Zuchtbuchgründungen in Algerien (1886), Tunesien (1882) und Marokko (1914). Seit 1988 im Weltberberverband O.M.C.B. (Organisation Mondiale du Cheval Barbe) organisiert. Heute bekannt als Berber und in der südlichen Variante Dongola (Sudan, Tschad, Kamerun, Niger).
- „Hispanier“: Zuchtgebiet Iberische Halbinsel. Älteste Domestikationshinweise sind ca. 2200 Jahre alt. Um 1600 unterschieden u. a. in „Genette“ (aus königlichen und adeligen Gestüten der gesamten Iberischen Halbinsel) und „Villanos“ (der iberische Landschlag).[7] Heute als Andalusier und Lusitano bekannt.
- Neapolitaner: Zuchtgebiet Italien. Um 1220 von Kaiser Friedrich II. auf Basis von Berbern begründet. Um 1600 unterschieden u. a. in „Corseri“ (größere Carossiers), „Mantuaner“, „Neapolitanische Genetten“ im spanischen Typ und „da due selle“ (italienischer Landschlag).[8] Fast ausgestorben. Variante oder Nachfahre: Murgese.

### Höfische Kriegs-, Parade- und Reitkunstpferderassen, die nach 1500 entstanden
An mitteleuropäischen Adelshöfen auf Reitkunsteigenschaften, Nahkampftauglichkeit und Imposanz selektierte (meist sehr) regionale Rassen.
- Frederiksborger: Zuchtgebiet ursprünglich die Hofgestüte der dänischen Krone. Zuchtbuchbegründung 1536 von König Christian II. Fortbestand unter gleichem Namen in veränderter Gestalt (Sportpferdetyp) und als Knabstrupper.
- Karster: Zuchtgebiet ursprünglich das Hofgestüt Lipica unter Erzherzog Karl, 1786 erstmals „Lipizzaner“ genannt. Heute in Reitpferdelinien  (Spanische Hofreitschule) und Karossierlinien gezüchtet.
- Altér Real: Zuchtgebiet ursprünglich die Hofgestüte des Herrscherhauses Braganza, Portugal. 1748 von König Johann V. auf Basis hispanischer Pferde gegründet. Nach 1807 ausgestorben. Rückzüchtung unter gleichem Namen seit 1942 im Gestüt Altér, Portugal.
- Andalusier: Ursprung im Hispanier. Seit 1912 existiert ein vom spanischen Verteidigungsministerium geführtes Zuchtbuch für die Pferde der Iberischen Halbinsel. 1967 spaltete sich das Zuchtbuch in „Pferde reiner Spanischer Rasse“ (Pura Raza Española, kurz PRE) und „Pferde reinen lusitanischen Blutes“ (Puro Sangue Lusitano, kurz PSL).
- Lusitano: Ursprung im Hispanier des portugiesischen Westens der Iberischen Halbinsel. Zuchtbuchführung seit 1912 gemeinsam mit spanischen Pferden, seit 1967 eigenes Zuchtbuch.
- Murgese: Zuchtgebiet Apulien, Süditalien. Zuchtbuchgründung 1926 aus vermuteten Nachkommen des Neapolitaners und dem regionalen Landschlag. Vornehmlich auf Arbeitsleistung in der Landwirtschaft selektiert, im geringeren Maß auch auf Reiteigenschaften.
- Knabstrupper: Ursprung in einem Farbschlag (Leopard) der Frederiksborger. 1798 durch Major Villars Lynn auf dem Gestüt Knabstrup (Dänemark) begründet. Mehrfach schwere Reduktion der Bestände und Fremdbluteinfluss. Heute in Dänemark als reine Farbzucht vom Pony bis zum Kaltblut betreut. Rückzüchtung des „Original Knabstruppers“ (Frederiksborger Leoparden) im deutschen Zuchtprojekt EuNeK (European Network of Knabstrupper Breeders).
- Zahlreiche ausgestorbene Zuchten: „Herrenhäuser Weißgeborener“, „Bückeburger“, „Dillenburger Ramsnase“, „Pfälzer“, „Pommern“, „Westphalen“ u. v. m.[10]

### Höfische Kutschpferderassen, die nach 1500 entstanden
Im landwirtschaftlichen Umfeld mitteleuropäischer Adelshöfe auf Zug- und Arbeitsleistung und Imposanz im Gespann selektierte regionale Rassen.

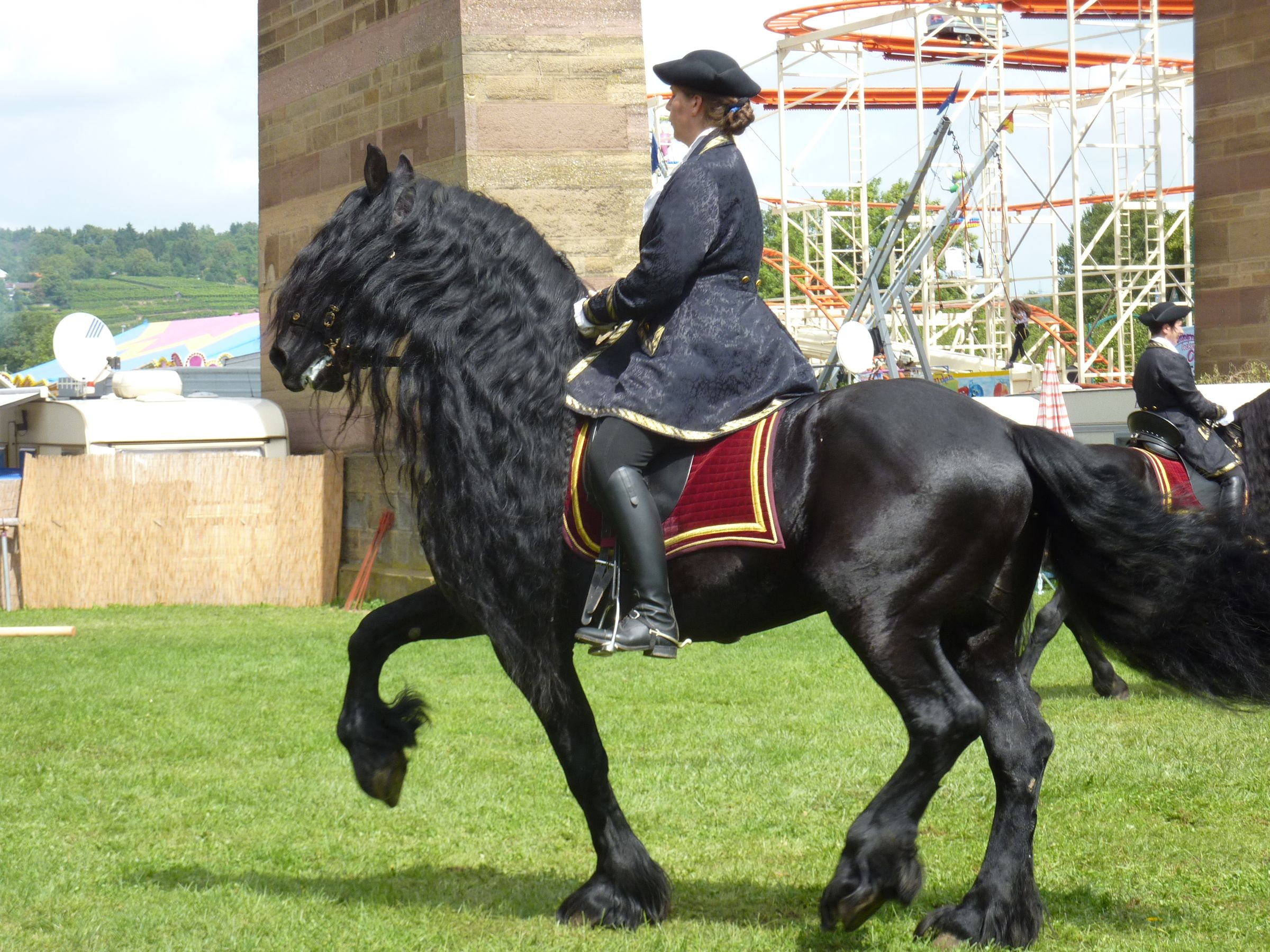
Ein Friese

- Friese: Ursprung im 16. Jahrhundert aus importierten Hispaniern und regionalem Landschlag. Um 1600 u. a. in „Gröninger“, „Holländische“ und „Flämische“ unterschieden.[11] 1878 Gründung des Zuchtbuchs. 1913 auf drei Zuchthengste dezimiert, anschließend kontinuierlich auf sehr engen Blutlinien rekonstruiert.
- Kladruber: Zuchtgebiet ursprünglich die Hofgestüte der k. u. k. Monarchie. Zuchtbeginn 1552 im Hofgestüt Kaiser Maximilians II., Zuchtbuchgründung 1579 in Kladruby nad Labem (Kladrub an der Elbe) unter Kaiser Rudolf II. Gezüchtet aus Neapolitanern und später Friesen und Arabern, ausschließlich als Rappen und Schimmel für den repräsentativen Zug.

### Im Körperbau ähnliche Rasse
- Mangalarga Marchador